# Lista okrętów austro-węgierskiej marynarki wojennej

Bandera Austriackiej Marynarki Wojennej 1786-1869, a następnie Austro-Węgierskiej Marynarki Wojennej 1869-1918

To jest lista okrętów austro-węgierskich służących w austro-węgierskiej marynarce wojennej.

## Drednoty

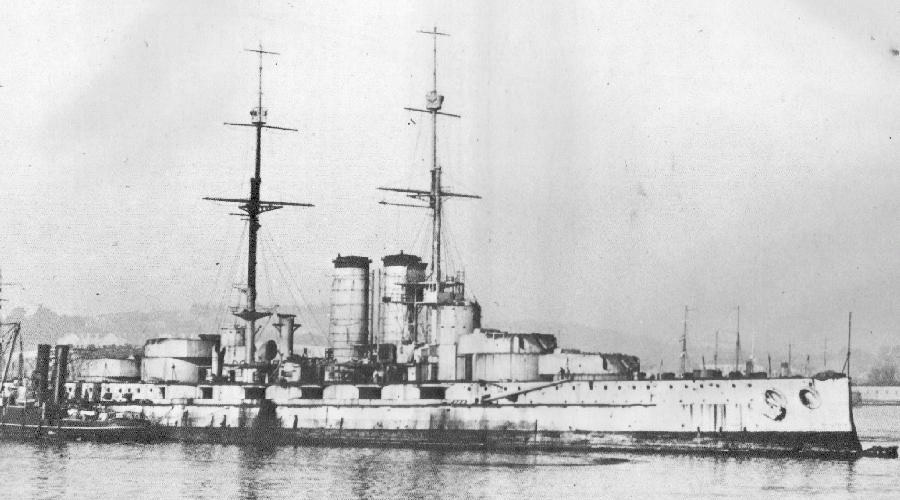
SMS „Prinz Eugen”

- typ Tegetthoff
  - „Viribus Unitis” (1911)
  - „Tegetthoff” (1912)
  - „Prinz Eugen” (1912)
  - „Szent István” (1914)
- typ Ersatz Monarch (projektowany)

## Przeddrednoty
- typ Habsburg
  - „Habsburg” (1900)
  - „Árpád” (1901)
  - „Babenberg” (1902)
- typ Erzherzog Karl
  - „Erzherzog Karl” (1903)
  - „Erzherzog Friedrich” (1904)
  - „Erzherzog Ferdinand Max” (1905)
- typ Radetzky

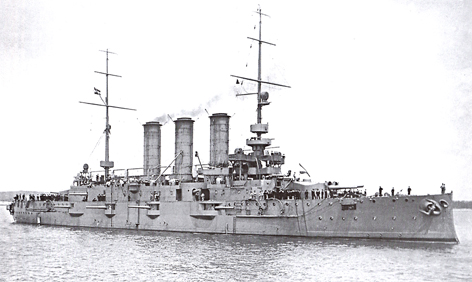
SMS „Erzherzog Karl”

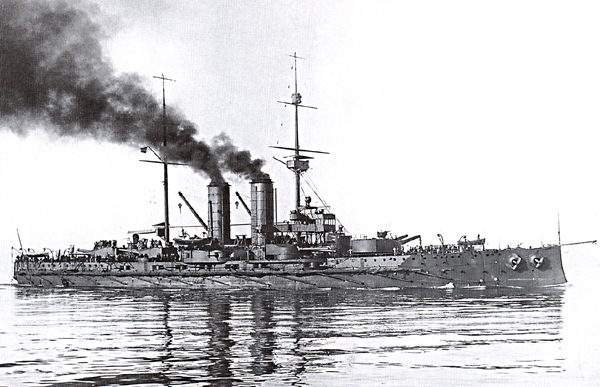
SMS „Radetzky”

  - „Erzherzog Franz Ferdinand” (1908)
  - „Radetzky” (1909)
  - „Zrínyi” (1910)

## Pancerniki obrony wybrzeża
- „Kronprinz Erzherzog Rudolf”(inne języki) (1887)
- „Kronprinzessin Erzherzogin Stephanie”(inne języki) (1887)
- typ Monarch
  - „Budapest” (1895)
  - „Monarch” (1895)
  - „Wien” (1896)

## Krążowniki pancernopokładowe
- typ Kaiser Franz Joseph I
  - SMS „Kaiser Franz Joseph I” (1892)
  - SMS „Kaiserin Elisabeth” (1892)
- typ Panther
  - SMS „Panther” (1885)
  - SMS „Leopard” (1885)
- SMS „Tiger”/„Lacroma” (1887)

## Krążowniki pancerne
- SMS „Kaiserin und Königin Maria Theresia” (1893)
- SMS „Kaiser Karl VI” (1900)
- SMS „Sankt Georg” (1903)

## Lekkie krążowniki

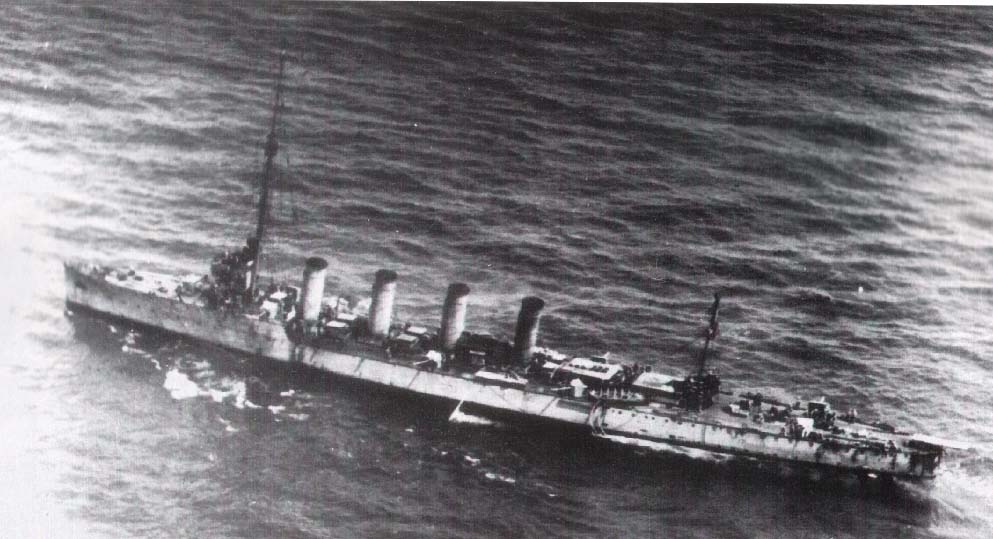
SMS „Novara”

- typ Zenta
  - SMS „Aspern” (1899)
  - SMS „Szigetvár” (1899)
  - SMS „Zenta” (1899)
- SMS „Admiral Spaun” (1910)
- typ Novara
  - SMS „Saida” (1914)
  - SMS „Helgoland” (1914)
  - SMS „Novara” (1915)

## Niszczyciele
- typ Huszár(inne języki) – 12 okrętów (1906-1910)
  - SMS „Huszár”
  - SMS „Ulan”
  - SMS „Streiter”
  - SMS „Wildfang”
  - SMS „Scharfschütze”
  - SMS „Uskoke”
  - SMS „Turul”
  - SMS „Pandúr”
  - SMS „Csikós”
  - SMS „Réka”
  - SMS „Dinara”
  - SMS „Velebit”
  - SMS „Huszár” (II)
- SMS „Warasdiner” (1912)
- typ Tatra – 10 okrętów (1912-1917)
  - SMS „Tátra”
  - SMS „Balaton”
  - SMS „Csepel”
  - SMS „Lika”
  - SMS „Triglav”
  - SMS „Orjen”
  - SMS „Triglav” (II)
  - SMS „Lika” (II)
  - SMS „Dukla”
  - SMS „Uzsok”

## Kanonierki torpedowe
- SMS „Magnet” (1896)
- SMS „Blitz” (1889)
- SMS „Komet” (1889)
- SMS „Planet” (1891)
- SMS „Trabant” (1891)
- SMS „Satellit” (1893)
- SMS „Meteor” (1888)

## Torpedowce
- typ Schichau - 22 okręty (1884-1890)
  - SM Tb 19 „Kibitz”
  - SM Tb 20 „Kukuk”
  - SM Tb 21 „Staar”
  - SM Tb 22 „Krähe”
  - SM Tb 23 „Rabe”
  - SM Tb 24 „Elster”
  - SM Tb 25 „Gaukler”
  - SM Tb 26 „Flamingo”
  - SM Tb 27 „Sekretär”
  - SM Tb 28 „Weihe”
  - SM Tb 29 „Marabu”
  - SM Tb 30 „Harpie”
  - SM Tb 31 „Sperber”
  - SM Tb 32 „Habicht”
  - SM Tb 33 „Bussard”
  - SM Tb 34 „Condor”
  - SM Tb 35 „Geier”
  - SM Tb 36 „Uhu”
  - SM Tb 37 „Würger”
  - SM Tb 38 „Kranich”
  - SM Tb 39 „Reiher”
  - SM Tb 40 „Ibis”
- typ Adler - 2 okręty (1886)
  - SM Tb 41 „Adler”
  - SM Tb 42 „Falke”
- SM Tb 43
- typ Tb 44 - 6 okrętów (1887-1891)
  - SM Tb 44
  - SM Tb 45
  - SM Tb 46
  - SM Tb 47
  - SM Tb 48
  - SM Tb 49
- typ Python - 4 okręty (1898-1899)
  - SM Tb 13 „Python”
  - SM Tb 14 „Kigyo”
  - SM Tb 15 „Boa”
  - SM Tb 16 „Cobra”
- SM Tb 17 „Viper”
- SM Tb 18 „Natter”
- typ Kaiman - 24 okręty (1905-1910)
  - SM Tb 50E „Kaiman”
  - SM Tb 51T „Anaconda”
  - SM Tb 52T „Alligator”
  - SM Tb 53T „Krokodil”
  - SM Tb 54T „Wal”
  - SM Tb 55T „Seehund”
  - SM Tb 56T „Delphin”
  - SM Tb 57T „Narwal”
  - SM Tb 58T „Hai”
  - SM Tb 59T „Möve”
  - SM Tb 60T „Schwalbe”
  - SM Tb 61T „Pinguin”
  - SM Tb 62T „Drache”
  - SM Tb 63T „Greif”
  - SM Tb 64F „Triton”
  - SM Tb 65F „Hydra”
  - SM Tb 66F „Skorpion”
  - SM Tb 67F „Phönix”
  - SM Tb 68F „Krake”
  - SM Tb 69F „Polyp”
  - SM Tb 70F „Echse”
  - SM Tb 71F „Molch”
  - SM Tb 72F „Kormoran”
  - SM Tb 73F „Alk”
- typ Tb I - 6 okrętów (1909-1910)
  - SM Tb I
  - SM Tb II
  - SM Tb III
  - SM Tb IV
  - SM Tb V
  - SM Tb VI
- typ Tb VII - 6 okrętów (1910)
  - SM Tb VII
  - SM Tb VIII
  - SM Tb IX
  - SM Tb X
  - SM Tb XI
  - SM Tb XII
- typ Tb 74 T - 8 okrętów (1915-1916)
  - SM Tb 74 T
  - SM Tb 75 T
  - SM Tb 76 T
  - SM Tb 77 T
  - SM Tb 78 T
  - SM Tb 79 T
  - SM Tb 80 T
  - SM Tb 81 T
- typ Tb 82 F - 16 okrętów (1915-1916)
  - SM Tb 82 F
  - SM Tb 83 F
  - SM Tb 84 F
  - SM Tb 85 F
  - SM Tb 86 F
  - SM Tb 87 F
  - SM Tb 88 F
  - SM Tb 89 F
  - SM Tb 90 F
  - SM Tb 91 F
  - SM Tb 92 F
  - SM Tb 93 F
  - SM Tb 94 F
  - SM Tb 95 F
  - SM Tb 96 F
- typ Tb 98 M - 3 okręty (1915-1916)
  - SM Tb 98 M
  - SM Tb 99 M
  - SM Tb 100 M

## Okręty podwodne
- typ U-1 - 2 okręty (1911)
  - SM U-1
  - SM U-2
- typ U-3 - 2 okręty (1909)
  - SM U-3
  - SM U-4
- typ U-5 - 3 okręty (1910–1914)
  - SM U-5(inne języki)
  - SM U-6
  - SM U-12
- typ U-10 - 5 okrętów (1915)
  - SM U-10
  - SM U-11
  - SM U-15(inne języki)
  - SM U-16(inne języki)
  - SM U-17
- typ U-14 - 1 okręt (1915)
  - SM U-14
- typ U-20(inne języki) - 4 okręty (1917)
  - SM U-20(inne języki)
  - SM U-21
  - SM U-22
  - SM U-23
- typ U-27 - 7 okrętów (1917-1918)
  - SM U-27
  - SM U-28
  - SM U-29
  - SM U-30
  - SM U-31(inne języki)
  - SM U-32
  - SM U-40
- SM U-41
- typ U-43 - 2 okręty (1917)
  - SM U-43
  - SM U-47
- typ U-48 (nieukończone)
  - SM U-48
  - SM U-49
  - SM U-58
  - SM U-59
- typ U-50 (nieukończone)
  - SM U-50
  - SM U-51
  - SM U-56
  - SM U-57
- typ U-52 (nieukończone)
  - SM U-52
  - SM U-53
  - SM U-54
  - SM U-55
- typ U-101 (nieukończone)
  - SM U-101
  - SM U-102
  - SM U-103
  - SM U-104
  - SM U-105
  - SM U-106
- typ U-107 (nieukończone)
  - SM U-107
  - SM U-108
  - SM U-109
  - SM U-110

## Uzbrojone fregaty i okręty bateryjne
- typ Drache
  - SMS „Drache” (1861)
  - SMS „Salamander” (1861)
- typ Kaiser Max (1862)
  - SMS „Kaiser Max” (1862)
  - SMS „Don Juan d’Austria” (1862)
  - SMS „Prinz Eugen” (1862)
- typ Erzherzog Ferdinand Max
  - SMS „Erzherzog Ferdinand Max” (1865)
  - SMS „Habsburg” (1865)
- SMS „Lissa” (1869)
- SMS „Custoza” (1871)
- SMS „Erzherzog Albrecht” (1872)
- typ Kaiser Max (1875)
  - SMS „Kaiser Max” (1875)
  - SMS „Don Juan d’Austria” (1875)
  - SMS „Prinz Eugen” (1877)

## Stawiacze min
- SMS „Dromedar”
- SMS „Salamander”
- SMS „Basilisk”
- SMS „Chamäleon”

## Inne jednostki
- „Vulcano” („Vulcan”) (1844)